# 清水一家
清水一家（しみずいっか）は、静岡県静岡市清水区に本部を置く暴力団で、指定暴力団六代目山口組の二次団体。

## 歴史
1966年に解散した五代目清水一家の幹部であった美尾尚利が、独立組織として『美尾組』（みおぐみ）を結成した。1982年、三代目山口組若中・黒澤明率いる黒澤組の舎弟として山口組の傘下に入った。その2年後の1984年、山口組分裂の混乱の中、黒澤が引退し黒澤組が解散されると、美尾が黒澤組副組長・前田和男と共に四代目山口組若中に引き上げられ、美尾組は二次団体に昇格した。
その後、山一抗争の際一和会系組織と抗争事件を起こした。
2002年10月、初代組長・美尾が病気引退。それに伴い、五代目山口組組長・渡辺芳則の命名とされる『五菱会』（ごりょうかい）に改称し、若頭で陣内組組長の高木康男（本名：陣内唯孝）が会長に就任した。
しかし、その直後から闇金融を利用した五菱会事件が発覚して摘発が始まる。2003年8月11日には出資法違反の疑いで指名手配されていた会長側近の闇金融組織統括経営者・梶山進が逮捕。会長・高木も同年11月20日に組織犯罪処罰法違反の疑いで指名手配され、6日後の11月26日に逮捕された。
2003年11月、五菱会事件の捜査が山口組総本部にまで及んだことなどから、『美尾組』に改称。高木は2006年2月に出獄し、数ヶ月後には総本部当番責任者に起用された。
2007年2月28日、高木が清水次郎長を起源とする清水一家の名をネームバリューとして利用するため、系譜的な出自を理由として、5代目田辺金吾が健在にもかかわらず6代目を名乗り、六代目清水一家に改称した。これに対し、静岡県警察は3月26日、管轄する清水警察署に「六代目山口組六代目清水一家壊滅対策本部」を設置した。

## 歴代総長

### 清水一家
- 初代 - 清水次郎長（山本長五郎）
- 二代目 - 小沢惣太郎
- 三代目 - 鈴木幸太郎
- 四代目 - 田辺武一
- 五代目（～1966年） - 田辺金吾
- 六代目（2007年～） - 高木康男（1948年〈昭和23年〉1月30日生[7]（77歳）、六代目山口組若中・総本部当番責任者→六代目山口組若頭補佐→六代目山口組舎弟[7]）

### 美尾組・五菱会
- 初代（～2002年） - 美尾尚利（五代目山口組若中、旧黒澤組舎弟）
- 二代目（2002年～） - 高木康男

## 他
美尾組が清水一家を継承すると決定してから、清水区の住民からは「暴力団の町と誤解される」といった戸惑いと反対の声が上がっていた（2007年12月18日の中日新聞夕刊記事から）。

## 組織図
- 総長 - 髙木康男（六代目山口組若頭補佐→六代目山口組舎弟）
- 若頭 - 渡辺功吉（渡辺組組長）
- 本部長 - 髙木明良（三代目美尾組組長）
- 舎弟頭 - 望月孝雄（二代目杉山組組長）